# 나서라
나서라(본명: 윤주연)은 대한민국의 가수이다.

## 데뷔
- 2010년 싱글 앨범 "러브콜"

## 음반
- 2010년 러브콜 / 돌아와